# Den hemmelige modstander
Den hemmelige modstander (en:The Secret Adversary) er den anden detektivroman, skrevet af den britiske forfatter Agatha Christie. Den blev første gang udgivet i januar 1922 i Storbritannien af The Bodley Head og i USA af Dodd, Mead and Company senere samme år. Den britiske udgave blev solgt til syv shilling og sixpence (7/6) og den amerikanske udgave til $1,75.
Bogen introducerer parret Tommy og Tuppence, som i alt er med i tre andre Christie-romaner og en novellesamling; de fem bøger med Tommy og Tuppence spænder over næsten hele Agatha Christies forfatterkarriere. I denne bog bliver de ansat i et job, der fører til mange farlige situationer, hvor de også møder allierede, blandt disse en amerikansk millionær på jagt efter sin fætter.
Anmeldelserne var generelt positive overfor dette eventyr, som formår at holde identiteten på bagmanden bag en række forbrydelser hemmelig til sidste kapitel.